# Jonas Wahlström (författare)
Jonas Gustaf Wahlström, född 15 december 1814 i Nors församling, Värmlands län, död 28 oktober 1885 i Uppsala församling, Uppsala län, var en svensk författare och publicist.

## Biografi
Wahlström blev student vid Uppsala universitet 1831, filosofie magister 1839, 1840 extra ordinarie amanuens vid universitetsbiblioteket och tjänstgjorde där 1847–1850 som förste amanuens, varefter han bosatte sig i Stockholm. Åren 1839–1852 var han (under signaturerna – A – Ö – och – a – ö –) medarbetare i "Biographiskt lexicon", i vars redaktion han en tid intog en ledande ställning, och utgav därjämte bland annat Fornnordiskt bibliotek (1847–1848). Därefter ägnade han sig nästan uteslutande åt politiskt skriftställen, mest i egenskap av publicist. År 1839 hade Wahlström i Uppsala blivit delägare i ett boktryckeri ("Wahlström & Låstbom" till 1845, "J. Wahlström & C:o" till 1859, då tryckeriet såldes), och samma år blev han ansvarig utgivare av Upsala tidningar, som upphörde med juni 1842. Under sin Uppsalatid var han därjämte medarbetare i åtskilliga andra tidningar (exempelvis Svenska biet) och tidskrifter samt medutgivare av tidskriften Frey, och 1841 utgav han (tillsammans med Christoffer Olofsson Angeldorff) Belysningar, en politisk revy, kritiskt berörande den samtida oppositionspressen och dess män. Sedan han 1850 flyttat till huvudstaden, blev han 1852 delägare iAftonbladet och tillhörde dettas redaktion till 1853. Som bruksägare var han 1853–1860 representant i borgarståndet vid tre riksdagar och förfäktade som moderat-liberal åsikter, vilka senare till stor del blev förverkligade. Han framlade dessa delvis i 1854 års riksmöte (tillsammans med Per Reinhold Tersmeden 1854; ny upplaga 1855), och mot ståndsintressena, särskilt mot adelns, är Från riksdagen (I, 1857) riktat. Efter att ha varit medarbetare (1857–1858) i Örebro tidning och (1863) i Nerikes nya allehanda anlade han 1865 ett tryckeri i Västerås och blev samma år ansvarig utgivare av tidningen Aros, men frånträdde såväl denna befattning som tryckeriet 1868, varefter han till 1878 ånyo var medarbetare i "Aftonbladet". År 1868 var han medlem av det första kyrkomötet. Ekonomiska motgångar tvingade emellertid Wahlström att åter syssla med tidningsutgivning, och 1870 blev han redaktör för Vestmanlands läns tidning, varmed han fortsatte till december 1871, då han blev redaktör av Nyaste Kristianstadsbladet, vilken befattning han frånträdde 1873. Han var sedermera 1873–1874 redaktör av Nya Världen och biträdde 1874 med utgivandet av Svenska Veckobladets bilaga. Han drabbades snart därefter av sjuklighet och tillbringade sina sista år i Uppsala, där han fastän nästan ständigt sängliggande, liksom tidigare ivrigt sysselsatte sig med studier. I bokform utgav Wahlström för övrigt: Öfversikt af svenska riksdagarnas historia i Kalender för riksdagen 1840 (1840), Om Olof Skötkonungs dop. Kritik af urkunderna och kronologisk bestämning (1847), Sigtuna, det forna och närvarande, tillsammans med Alfred Hilarion Wistrand (1848) och Den nyaste forskningen angående Nordens äldsta bebyggare och deras efterlemnade minnen (1854) samt översättningar med mera. Wahlström är begravd på Uppsala gamla kyrkogård.